# Strömningsmunstycke
Strömningsmunstycken i rör är inte bara ett sätt att åstadkomma strålar i allmänhet, utan de kan även användas för flödesmätningar. Ett strömningsmunstycke är betydligt billigare än ett venturirör, men ger å andra sidan betydligt större tilläggsförluster då strömningsmunstycket saknar en konisk expansionszon. Annars kan samma ekvationer användas.
Genom att mäta upp det statiska trycket både strax innan strömningsmunstyckets början och i själva strömningsmunstycket, kan flödet beräknas enligt följande ekvation:
{\displaystyle q=\mu _{f}\cdot A_{2}\cdot {\sqrt {\dfrac {2\cdot g\cdot \left(h+{\dfrac {p_{1}-p_{2}}{\rho \cdot g}}\right)}{1-\left({\dfrac {d_{2}}{d_{1}}}\right)^{4}}}}}
där
q = Flöde (m3)
цf = Koefficient för strömningsmunstyckets tilläggsförluster (-)
A2 = Inre tvärsnittsarea i själva strömningsmunstycket (m²)
g = Tyngdacceleration (m/s2)
h = Höjdskillnad mellan strömningsmunstyckets centrum vid punkt 1 och punkt 2 (mVp)
p1 = Statiskt tryck strax före strömningsmunstycket (Pa)
p2 = Statiskt tryck inne i strömningsmunstycket (Pa)
ρ = Fluidens densitet (kg/m3)
d1 = Innerdiametern strax före strömningsmunstycket (m)
d2 = Innerdiametern inne i strömningsmunstycket (m)
I denna form blir flödet beroende av hur strömningsmunstycket lutar. Om man istället avläser den statiska tryckskillnaden med en piezometerring på både i och strax innan strömningsmunstycket samt använder en manometervätska för avläsningen, kan effekterna på venturirörets lutning "trollas bort". Då ser flödesekvationen ut enligt följande:
{\displaystyle q=\mu _{f}\cdot A_{2}\cdot {\sqrt {\dfrac {2\cdot g\cdot h_{m}\cdot \left({\dfrac {\rho _{m}}{\rho }}-1\right)}{1-\left({\dfrac {d_{2}}{d_{1}}}\right)^{4}}}}}
där
q = Flöde (m3)
цf = Koefficient för strömningsmunstyckets tilläggsförluster (-)
A2 = Inre tvärsnittsarea inne i strömningsmunstycket (m²)
g = Tyngdacceleration (m/s2)
hm = Avläst tryckskillnad mellan punkt 1 och punkt 2 (meter vätskepelare)
ρm = Manometervätskans densitet (kg/m3)
ρ = Fluidens densitet (kg/m3)
d1 = Innerdiametern strax före strömningsmunstycket (m)
d2 = Innerdiametern inne i strömningsmunstycket (m)
För att erhålla rätt avläsning, bör rörledningen vara rak i åtminstone 30 diametrars längd uppströms strömningsmunstycket. Dessutom bör man välja ett strömningsmunstycke som är tillräckligt smalt, för att förlustkoefficienten цf ska bli oberoende av fluidens reynoldstal. Förlustkoefficienten (цf) får bestämmas experimentellt.